# Mühlgau
Der Mühlgau war ein karolingischer Gau im Herzogtum Lothringen.

## Geografische Lage
Der Mühlgau lag in dem Gebiet zwischen Maas und Niers, das sich von der Niederrheinischen Bucht bis zum niederrheinischen Tiefland erstreckt. Im Norden wurde er vom Düffelgau, im Osten vom Gildegau, im Süden vom Nievenheimer Gau und im Westen vom Maasgau begrenzt. Er war mehr als 50 km lang und etwa 20 km breit. Der größte Teil des Gebietes befindet sich heute in Deutschland, genau im Stadtgebiet von Mönchengladbach und in den heutigen Kreisen Heinsberg, Neuss, Viersen sowie im Süden des Kreises Kleve. Ein kleiner Teil im Westen – rechts der Maas – gehört heute zu den Niederlanden.

## Geschichte

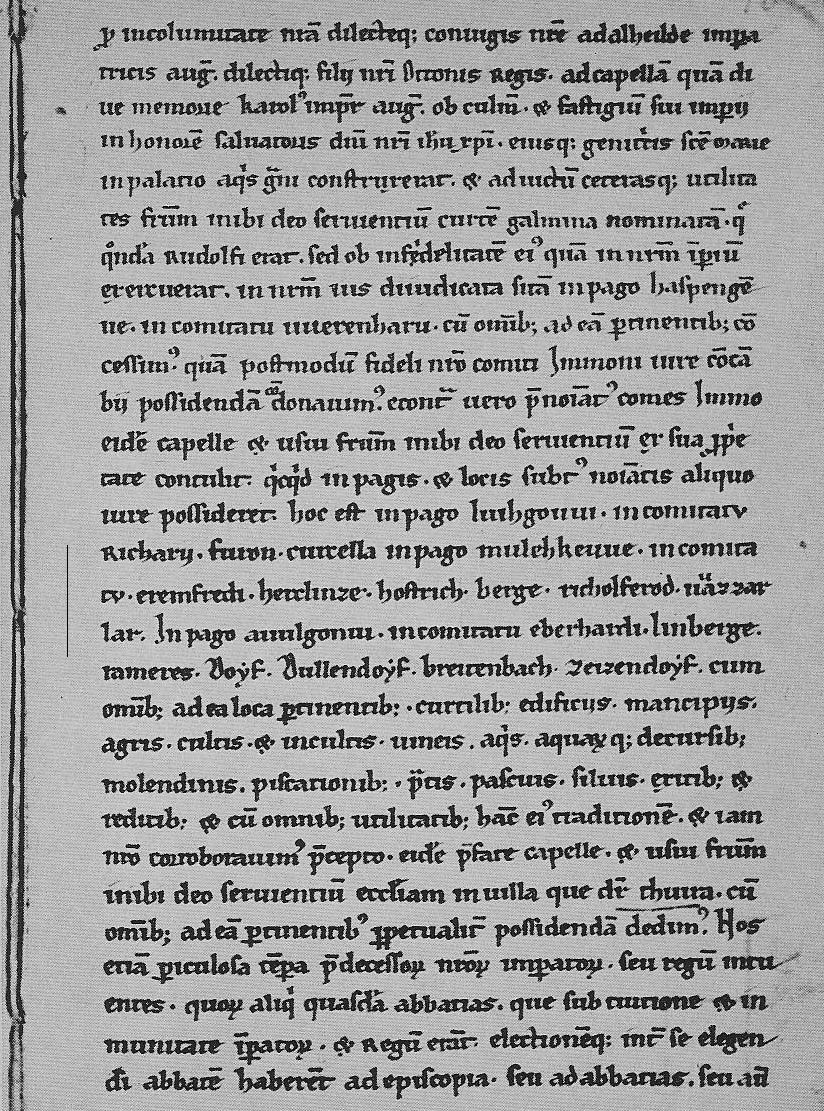
Kopial der Urkunde Otto I. aus dem Jahre 966

Der Mühlgau wurde erstmals im Jahre 837 bei der Reichsteilung Ludwig des Frommen als comitatus Moilla urkundlich genannt. Im Vertrag von Verdun sprach man ihn 843 dem Mittelreich Lothars I. zu und im Vertrag von Meerssen gelangte er 870 an das Ostfrankenreich. Nach weiteren Wechseln der territorialen Zugehörigkeit gehörte er Mitte des 10. Jahrhunderts zum Herzogtum Niederlothringen. In einer von Otto dem Großen besiegelten Tauschurkunde zwischen dem lothringischen Grafen Immo und dem Marienstift zu Aachen heißt es im Jahre 966 in pago Mulehkeuue in comitatu Eremfredi (im Mühlgau in der Grafschaft des Eremfred).

## Orte im Mühlgau
Amern, Beesel, Belfeld, Boisheim, Borschemich, Bracht, Breyell, Brüggen, Dülken, Elsen, Erkelenz, Herongen, Hochneukirch, Holzweiler, Jüchen, Hinsbeck, Kaldenkirchen, Kempen, Leuth, Lobberich, Mönchengladbach, Mülfort (Rheydt), Oestrich, Rheindahlen, Rheydt, Rickelrath (Wegberg), Straelen, Süchteln, Tegelen, Velden, Viersen, Venlo, Wachtendonk, Waldniel, Wankum, Wanlo, Watern, Wegberg.

## Grafen im Mühlgau
Erenfried II. (942/966 bezeugt, † vor 970)